# غاري تايلور
غاري تايلور (بالإنجليزية: Gary Taylor)‏ هو عازف قيثارة أمريكي، ولد في 27 نوفمبر 1960.

## وصلات خارجية
- غاري تايلور على موقع ميوزك برينز (الإنجليزية)
- غاري تايلور على موقع ديسكوغز (الإنجليزية)